# Hermandad de Nuestra Señora de la Esperanza (Ávila)
La Hermandad de Nuestra Señora de la Esperanza es una asociación de fieles católicos registrada en el Ministerio de Justicia de España que se fundó en 1954 en la Parroquia de San Juan Bautista, de Ávila. Sus Sagrados Titulares son las veneradas Imágenes de Nuestro Padre Jesús de la Salud en su Prendimiento y María Santísima de la Esperanza. Esta Hermandad realiza su Estación de Penitencia en la tarde-noche del Lunes Santo de la Semana Santa abulense.

## Imágenes Titulares y sus pasos

### Nuestro Padre Jesús de la Salud en su Prendimiento

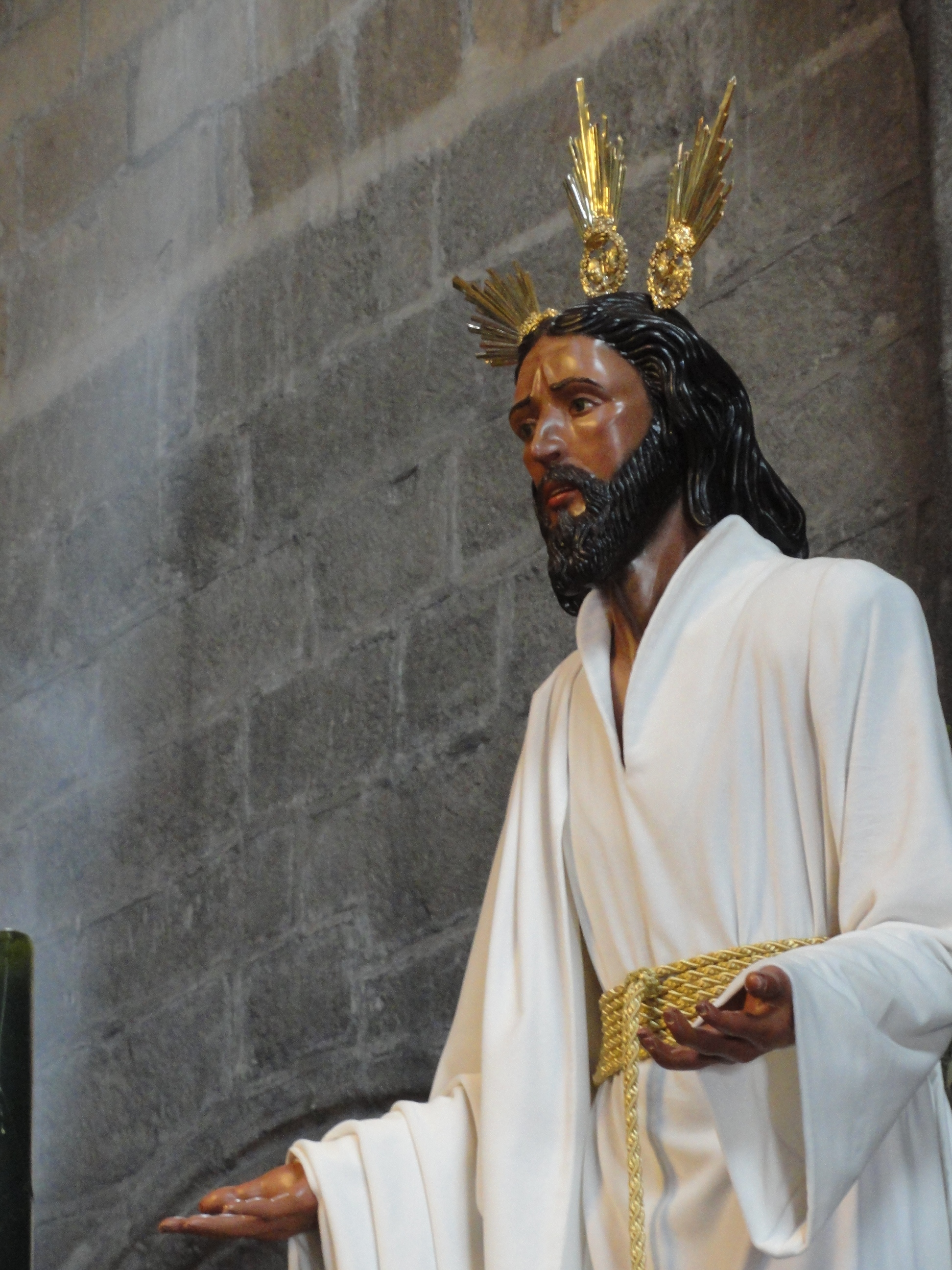
Ntro. Padre Jesús de la Salud en su Prendimiento

El 16 de diciembre de 2006 se bendice en la Iglesia de San Juan Bautista por el vicario de la Diócesis la imagen de Nuestro Padre Jesús de la Salud en su Prendimiento, obra del escultor abulense Pedro González Martín. Es una imagen de talla completa en madera de cedro, salvo los brazos que son articulados. Representa a Jesús en el momento previo al Prendimiento, con las manos abiertas esperando lo que sabía que iba a ocurrir.

El paso representa el momento del Prendimiento de Jesús en el Huerto de los Olivos. Actualmente, junto a la imagen de Jesús, aparecen Judas Iscariote (Pedro González Martín, 2013) que se acerca a Él para darle el beso de la Traición, y San Juan Evangelista (Pedro González Martín, 2018), que con gesto angustiado ante la escena que se está produciendo sale de entre las ramas del gran olivo que ocupa la trasera del paso. En el futuro este paso se completará con el resto de imágenes secundarias que completen la escena, como son dos guardias del Sanedrín y los apóstoles San Pedro y Santiago.

El paso, portado por 32 braceros, también se encuentra en proceso de realización. Actualmente es alumbrado por candelabros guardabrisas en las esquinas, cuatro ángeles también en las esquinas del canasto, y catorce tulipas Destaca en el frontal del canasto un relicario que contiene una firma auténtica de Santa Teresa de Jesús, Patrona de Ávila y bautizada en la Sede de esta Hermandad, la Iglesia de San Juan Bautista. A los pies de Jesús se depositan peticiones y fotografías de enfermos que le acompañan durante la Estación de Penitencia. El paso lo preside el Complejo Asistencial Hospitalario de Ávila.

Actualmente cada Lunes Santo es acompañado por la Agrupación Musical Cristo Yacente, de Salamanca.

La misma , creó una marcha para Nuestro Padre Jesús de la Salud , titulada "Salve Rabbi" , la cual fue estrenada en el X aniversario de la bendición de la imagen.
La imagen cuenta con dos túnicas blancas, una morada, una burdeos, una púrpura y otra granate, además de un mantolín blanco y otro verde. Las potencias representan el escudo del L Aniversario de la Hermandad.

La víspera del Primer Viernes de marzo comienza el Triduo en su honor, en la Iglesia de San Juan Bautista, que termina el domingo con la Función Solemne y Besapié.

### Nuestra Señora de la Esperanza

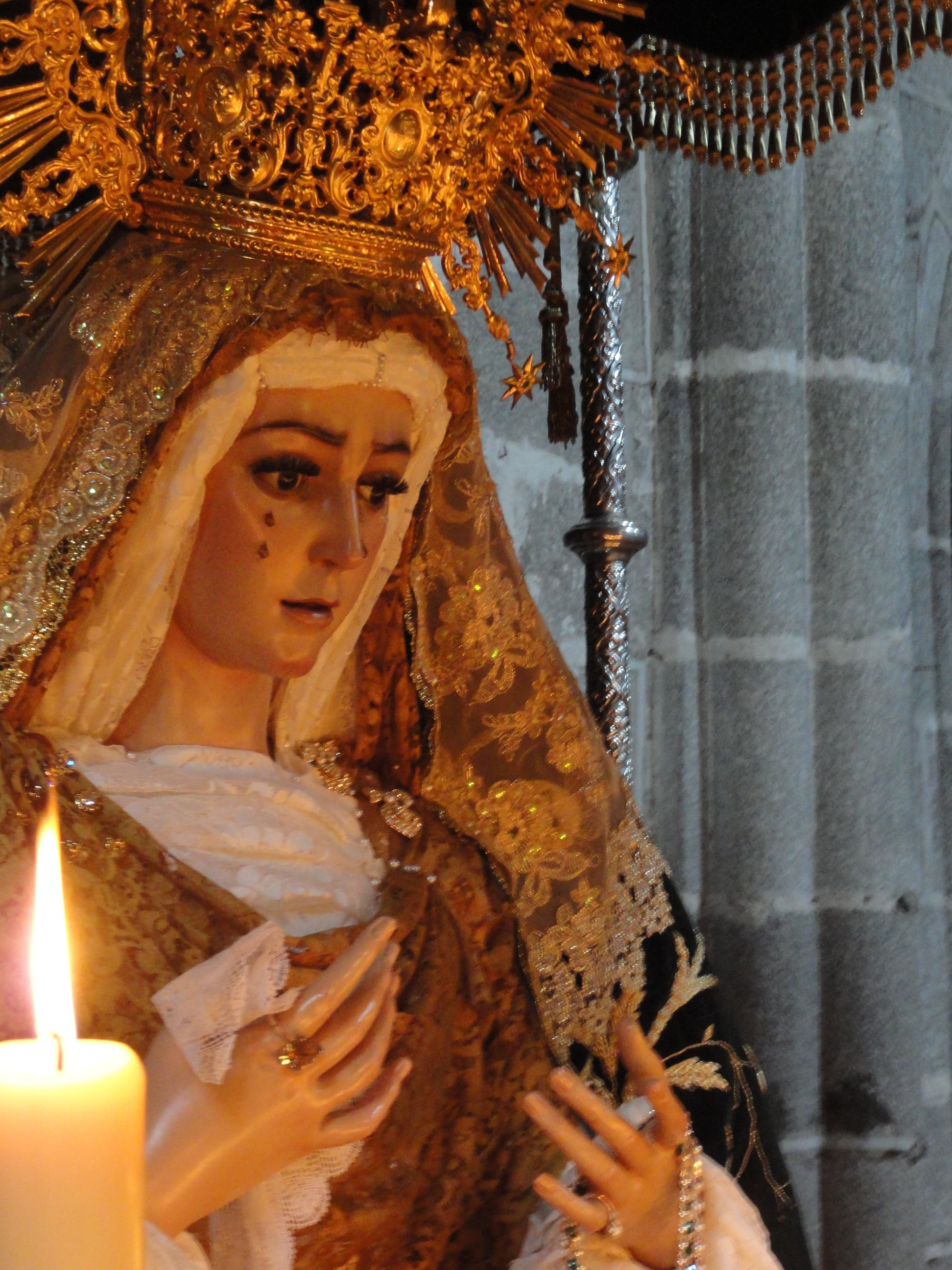
Ntra. Sra. de la Esperanza

Obra de D. Manuel Romero Ortega, se bendice el 8 de diciembre de 1954 en la S.A.I. Catedral de Ávila por el Obispo D. Santos Moro Briz. Esta dolorosa es una imagen de vestir.

Procesiona bajo palio el Lunes Santo, portada por 32 braceros. El actual paso comenzó a realizarse en 2002 y aún se encuentra en proceso de finalización. Los respiraderos, candelería y varales son obra de la Orfebrería Maestrante (Sevilla); el llamador, que representa un ancla, símbolo de la Hermandad, y el Cordero, símbolo de la Parroquia, es obra de la Orfebrería San Juan (San Juan de Aznalfarache, Sevilla), al igual que la Corona. La peana es obra de la Orfebrería Orovio de la Torre (Torralba de Calatrava, Ciudad Real). El palio, de terciopelo verde, se encuentra en proceso de bordado en oro, habiéndose realizado hasta ahora parte del techo de palio y las bambalinas delantera y trasera (Taller de Bordado San Julián, Cuenca). El actual manto de salida, verde, se encuentra en proceso de bordado en oro por el abulense Pedro Fernández Cano. El paso está presidido por el Hermano Mayor y el Cuerpo de Bomberos de la Ciudad de Ávila.

La Virgen cuenta además con numerosos mantos, sayas, tocas y demás vestimentas, destacando el manto verde bordado en oro de 1954.

El paso es acompañado el Lunes Santo por la Asociación Banda de Música de Azuaga, de Azuaga (Badajoz).

Ntra. Sra. de la Esperanza de Ávila cuenta con cuatro marchas dedicadas: Reina de Ávila (Héctor Tavera Fresno, 2013, para Banda de Música), Esperanza de San Juan (Iñaki Gutiérrez Alzuguren, 2004, para Cornetas y Tambores), Bajo palio Esperanza (Pedro Fernández Cano, para cornetas y tambores) y Esperanza e Ilusión (Pedro Fernández Cano, para Agrupación Musical). La marcha Reina de Ávila, estrenada el Lunes Santo de 2013 al salir el paso de San Juan, contiene una Salve especialmente dedicada a Ntra. Sra. de la Esperanza de Ávila.

El Triduo en honor a Ntra. Sra. de la Esperanza se realiza anualmente los días 15, 16 y 17 de diciembre. El día 18 de diciembre, Festividad de Ntra. Sra. de la Esperanza, se celebra Función Principal de Instituto y Solemne Besamanos.

El Arco de Ntra. Sra. de la Esperanza es un arco de entrada la plaza del Mercado Chico desde la plaza de Zurraquín (donde se encuentra el Ayuntamiento de Ávila, frente a la Iglesia de San Juan Bautista). El Ayuntamiento, el 18 de diciembre de 2004, L Aniversario de la Hermandad, inauguró la placa que da este nombre al arco, por el que cada Lunes Santo entra el paso de palio de Ntra. Sra. de la Esperanza, teniendo sus braceros que ponerse de rodillas para cruzarlo, debido a la altura.

## Otros datos
- La Hermandad fue fundada por el Colegio de Agentes Comerciales de Ávila en 1954. Su primer Hermano Mayor fue D. Julián Cejudo Balmaseda. En 1996 fueron redactados y aprobados por el entonces Excmo. y Rvmo. Sr. obispo de Ávila, Antonio Cañizares Llovera, los nuevos Estatutos, en que la corporación quedó abierta a todos los fieles.
- El 18 de diciembre de 2004 se celebró el L Aniversario de la Hermandad con una salida extraordinaria del paso de palio y posterior cena de Hermandad.
- La corporación celebra Misa de Hermandad los días 18 de cada mes.
- Hermanamientos: en 2006, con la Cofradía de Ntra. Sra. del Consuelo (ermita de San Esteban, Ávila). En 2011, con la Ilustre y Fervorosa Hermandad y Cofradía de Nazarenos de Ntro. Padre Jesús de la Salud y María Stma. de la Esperanza Macarena (Guadalajara). Actos de Confraternización: Real, Ilustre y Fervorosa Hermandad y Cofradía de Nazarenos de Ntra. Sra. del Santo Rosario, Ntro. Padre Jesús de la Sentencia y María Santísima de la Esperanza Macarena (Sevilla), en 2002; y con la Pontificia y Real Archicofradía del Dulce Nombre de Jesús Nazareno del Paso y María Santísima de la Esperanza (Málaga), en 2008.
- El Lunes Santo de 2013 la Sagrada Imagen de María Santísima de la Esperanza lució una toca de la Virgen de la Esperanza de Málaga, cedida para la ocasión.
- En la Estación de Penitencia cada Lunes Santo tiene lugar, en la plaza de la Catedral, un Encuentro entre Ntra. Sra. de la Esperanza y el Stmo. Cristo de la Ilusión ( Titular del Ilustre Patronato de la Santísima Trinidad y Nuestra Señora de las Vacas Coronada), que se celebra desde 1991.
- La Estación de Penitencia sale el Lunes Santo a las 19.30 horas de la parroquia de San Juan Bautista, donde termina cinco horas y media después.
- La Imagen de Ntro. Padre Jesús de la Salud en su Prendimiento fue objeto de una intervención por su autor, D. Pedro González Martín, en 2010, que le dio el aspecto que hoy conocemos. Tras esta intervención, el 27 de noviembre de 2010 se realizó Procesión Extraordinaria desde el Hospital Provincial de Ávila hasta la sede canónica de la Hermandad.
- El 8 de diciembre de 2005 se celebró en Ávila una Procesión extraordinaria por el CL Aniversario de la Proclamación del Dogma de la Inmaculada Concepción de María, en la que participaron la mayoría de imágenes marianas de la ciudad, entre ellas Ntra. Sra. de la Esperanza, que lo hizo en su paso pero sin el palio.
- En 2007 D. Gonzalo Rodríguez González-Aller realizó la donación de su fajín de Contralmirante de la Armada Española a Ntra. Sra. de la Esperanza, elemento castrense que la Stma. Virgen luce en su Triduo de diciembre y cada Lunes Santo.
- El hábito de los nazarenos de esta Hermandad consta de túnica blanca con botonadura verde, antifaz blanco, capa verde, cíngulo verde con flecadura dorada, guantes blancos y zapato negro.

- Datos: Q16574585